# Promised Land (álbum de Vintage Culture)
Promised Land é o primeiro álbum de estúdio do DJ e produtor musical brasileiro Vintage Culture, que foi lançado no dia 24 de maio de 2024 pela Virgin Music. Vários produtores estão envolvidos na produção do álbum, incluindo Adam K, Cesar Funck, New Machine, Paul Harris e Trappy Gilmore. Possui várias colaborações, incluindo Armonica, Goodboys, MAGNUS, Maverick Sabre, The Temper Trap e Tom Breu. É definido como um álbum "eterno" por Vintage, com elementos que incorporam a house music, techno, pop eletrônico e indie.
O álbum é precedido pelos singles "Come Come", com Tube & Berger com participação de Kyle Pearce; "Weak", com Maverick Sabre e Tom Breu; "Nothing Ever Changes" com MAGNUS e "Find a Way".

## Antecedentes e desenvolvimento
O processo de composição das músicas para seu primeiro álbum de estúdio começou ainda em 2020, época em que ocorria a pandemia de COVID-19, em que as pessoas tiveram que fazer confinamentos afim de reduzir a transmissão da doença. Seu álbum de estreia, foi anunciado junto com o single "If I Live Forever" com participação da cantora britânica Izzy Bizu em 27 de janeiro de 2023, pela sua gravadora BOMA Records em parceria com a Virgin Music. Em entrevista, Bizu afirmou que a canção foi composta originalmente para ser uma versão acústica, sobre a perda de seu pai, porém ela gostou do resultado dela ao cantar em estúdio com uma melodia dançante. "Fallen Leaf" foi anunciado como primeiro segundo single do álbum e conta com a produção dos DJ's italianos Fideles e do cantor londrino Be No Rain em 30 de junho de 2023. A canção possui uma melodia de baixo forte com grande luminosos sons do sintetizador. O videoclipe da faixa foi lançada em 3 de julho de 2023 dirigido por Gabriel Novis. As duas faixas acabaram sendo descartadas do álbum.
O álbum posteriomente foi adiado para outubro de 2023. Em janeiro de 2024, foi anunciado a nova data de lançamento do álbum para o dia 24 de maio de 2024 com o nome de Promised Land. Também, além do álbum ser lançado de forma digital, o disco será lançado em disco de vinil e disco compacto (CD). O disco conta com 16 faixas e mostra um amadurecimento musical do artista e diversidade sonora, abrangendo várias vertentes da música eletrônica e pop. Segundo Vintage, a dinâmica do álbum vai contra o que vem sendo feito hoje em dia, com suas músicas podendo ser ouvidas em qualquer época ainda soando atuais. "A minha ideia é criar uma coisa timeless. (...) Algo que seja único, e que as pessoas possam levar pra vida inteira.", disse.
Parte da lista de faixas foi divulgada em fevereiro de 2024 pelo site alemão de vendas de produtos da Universal Music Group, Bravado. Em 24 de abril de 2024 foi anunciado em suas redes sociais a lista completa de faixas do álbum com pré-venda liberada do CD, vinil e produtos do merchandising do álbum, como camisetas, exclusivo para residentes no Brasil.

## Singles
"Come Come" foi lançado como primeiro single do álbum em 17 de novembro de 2023. A música conta com a dupla de alemãos Tube & Berger na produção, além de Kyle Pearce nos vocais.
"Weak" foi anunciado como segundo single do álbum em 19 de janeiro de 2024. A canção conta com Tom Breu e Maverick Sabre na produção, este último também é o vocalista da canção. "Weak" possui elementos de hip hop e disco com destaque na house music com letras sensuais e melodias modernas. A faixa é a segunda colaboração de Vintage com Sabre, a primeira foi o remix de "Slow Down" com participação de Jorja Smith.
"Nothing Ever Changes" foi anunciado como terceiro single do álbum em 5 de março de 2024 pelas suas redes sociais. A música conta com a participação no vocal de MAGNUS e foi lançada em 5 de abril de 2024. A canção inicia com um clima ambiente e vocais são adicionados de forma gradual com uma melodia de baixo acentuado. O videoclipe foi lançado no mesmo dia com direção de Elliott Gonzo e Justin Du Pre no canal oficial do artista no Youtube.
"Hero" foi lançado como quarto single do álbum em 28 de junho de 2024 e conta com participação no vocal de Emery Taylor.

## Lista de faixas
| Promised Land — Edição padrão |                                                                 | | |         |  |
| N.º                           | Título                                                          | Compositor(es) | Produtor(es)                                                                                        | Duração |  |
| 1.                            | "Promised Land" (com Paige Cavell)                              | Lukas Ruiz · Cesar Funck · Paige Cavell · Paul Harris                                                                                   | Cesar Funck · Vintage Culture · Paul Harris                                                         | 4:13    |  |
| 2.                            | "Nothing Ever Changes" (com MAGNUS)                             | Ruiz · Funck · Euan James Allison · José Coelho · Mathieu Hoarau                                                                        | Vintage Culture · MAGNUS                                                                            | 3:46    |  |
| 3.                            | "Hero" (com Emery Taylor)                                       | Ruiz · Adam Kershen · Emery Taylor | Vintage Culture · Trappy Gilmore · Adam K                                                           | 3:52    |  |
| 4.                            | "Chemicals" (com Goodboys)                                      | Ruiz · Euan James Allison · Greg Gianopoulos · Ethan Shore · Josh Grimmit                                                               | Vintage Culture · Trappy Gilmore                                                                    | 3:37    |  |
| 5.                            | "Pleasure Chasers" (com NoMBe)                                  | Ruiz · Kershen · NoMBe | Vintage Culture · Adam K                                                                            | 2:50    |  |
| 6.                            | "Weak" (com Maverick Sabre e Tom Breu)                          | Ruiz · Michael Stafford · Adam Jordan · Benjamin Mckone · Matthew Engst · Tom Breu · Kershen · Louis Landon · Daniel Craigie · Tom Breu | Vintage Culture · Maverick Sabre · Adam Jordan · Matthew Engst · Tom Breu · Adam K · Daniel Craigie | 3:22    |  |
| 7.                            | "Come Come" (com Tube & Berger com participação de Kyle Pearce) | Ruiz · Arndt Roerig · Kyle Pearce | Vintage Culture · Arndt Roerig                                                                      | 3:04    |  |
| 8.                            | "Love or Hate" (com Liu Sei)                                    | Ruiz · Richard Walters · Funck · Greg Gianapoulos                                                                                       | Vintage Culture · Cesar Funck · Trappy Gilmore                                                      | 4:21    |  |
| 9.                            | "Still Don’t Know What I Want" (com Armonica)                   | Ruiz · Andrea Arcangeli · Stefano Serafini · Funck                                                                                      | Vintage Culture · Andrea Arcangeli · Stefano Serafini · Cesar Funck                                 | 4:27    |  |
| 10.                           | "Time" (com braev)                                              | Ruiz · Pasquale D’Alessio · Gianopoulos                                                                                                 | Vintage Culture · Trappy Gilmore                                                                    | 3:38    |  |
| 11.                           | "Just Like Home" (com Yellowitz)                                | Ruiz · Benjamin Yellowitz · Funck · Gianopoulos                                                                                         | Vintage Culture · Trappy Gilmore · Cesar Funck                                                      | 4:23    |  |
| 12.                           | "Too Far Down The Trap" (com The Temper Trap)                   | Ruiz · Dougy Mandagi · Gianopoulos · Funck                                                                                              | Vintage Culture · Gilmore · Cesar Funck                                                             | 4:35    |  |
| 13.                           | "Strange Feelings"                                              | Ruiz · Kershen | Vintage Culture · Trappy Gilmore · Adam K                                                           | 3:29    |  |
| 14.                           | "Moments Alive" (com Goodboys)                                  | Ruiz · Brian Cohen · Gianopoulos · Ethan Shore · Josh Grimmit · Funck                                                                   | Vintage Culture · Cesar Funck · Trappy Gilmore                                                      | 2:10    |  |
| 15.                           | "Find a Way"                                                    | Ruiz · Poppy Baskomb · Toby Scott · Paul Harris · Gianopoulos · Funck                                                                   | Vintage Culture · Cesar Funck · Trappy Gilmore · Toby Scott                                         | 3:33    |  |
| 16.                           | "New Seasons" (com braev)                                       | Ruiz · D’Alessio · Gianopoulos | Vintage Culture · Trappy Gilmore                                                                    | 2:51    |  |
| Duração total:                | Duração total:                                                  | Duração total: | Duração total:                                                                                      | 58:16   |  |

| Promised Land — Edição USB |                                                                            | | |         |  |
| N.º                        | Título                                                                     | Compositor(es) | Produtor(es)                                                                                        | Duração |  |
| 1.                         | "Promised Land (Extended)" (com Paige Cavell)                              | Ruiz · Cesar Funck · Paige Cavell · Paul Harris                                                                                         | Cesar Funck · Vintage Culture · Paul Harris                                                         | 10:40   |  |
| 2.                         | "Nothing Ever Changes (Extended)" (com MAGNUS)                             | Ruiz · Funck · Euan James Allison · José Coelho · Mathieu Hoarau                                                                        | Vintage Culture · MAGNUS                                                                            | 6:41    |  |
| 3.                         | "Hero (Extended)" (com Emery Taylor)                                       | Ruiz · Adam Kershen · Emery Taylor | Vintage Culture · Trappy Gilmore · Adam K                                                           | 6:03    |  |
| 4.                         | "Chemicals (Extended)" (com Goodboys)                                      | Ruiz · Euan James Allison · Greg Gianopoulos · Ethan Shore · Josh Grimmit                                                               | Vintage Culture · Trappy Gilmore                                                                    | 6:25    |  |
| 5.                         | "Pleasure Chasers (Extended)" (com NoMBe)                                  | Ruiz · Kershen · NoMBe | Vintage Culture · Adam K                                                                            | 3:27    |  |
| 6.                         | "Weak (Extended)" (com Maverick Sabre e Tom Breu)                          | Ruiz · Michael Stafford · Adam Jordan · Benjamin Mckone · Matthew Engst · Tom Breu · Kershen · Louis Landon · Daniel Craigie · Tom Breu | Vintage Culture · Maverick Sabre · Adam Jordan · Matthew Engst · Tom Breu · Adam K · Daniel Craigie | 4:58    |  |
| 7.                         | "Come Come (Extended)" (com Tube & Berger com participação de Kyle Pearce) | Ruiz · Arndt Roerig · Kyle Pearce | Vintage Culture · Arndt Roerig                                                                      | 5:10    |  |
| 8.                         | "Love & Hate (Extended)" (com Liu Sei)                                     | Ruiz · Richard Walters · Funck · Greg Gianapoulos                                                                                       | Vintage Culture · Cesar Funck · Trappy Gilmore                                                      | 5:49    |  |
| 9.                         | "Still Don’t Know What I Want (Extended)" (com Armonica)                   | Ruiz · Andrea Arcangeli · Stefano Serafini · Funck                                                                                      | Vintage Culture · Andrea Arcangeli · Stefano Serafini · Cesar Funck                                 | 5:24    |  |
| 10.                        | "Time (Extended)" (com braev)                                              | Ruiz · Pasquale D’Alessio · Gianopoulos                                                                                                 | Vintage Culture · Trappy Gilmore                                                                    | 6:03    |  |
| 11.                        | "Just Like Home (Extended)" (com Yellowitz)                                | Ruiz · Benjamin Yellowitz · Funck · Gianopoulos                                                                                         | Vintage Culture · Trappy Gilmore · Cesar Funck                                                      | 6:07    |  |
| 12.                        | "Too Far Down The Trap (Extended)" (com The Temper Trap)                   | Ruiz · Dougy Mandagi · Gianopoulos · Funck                                                                                              | Vintage Culture · Gilmore · Cesar Funck                                                             | 6:02    |  |
| 13.                        | "Strange Feelings (Extended)"                                              | Ruiz · Kershen | Vintage Culture · Trappy Gilmore · Adam K                                                           | 5:11    |  |
| 14.                        | "Moments Alive" (com Goodboys)                                             | Ruiz · Brian Cohen · Gianopoulos · Ethan Shore · Josh Grimmit · Funck                                                                   | Vintage Culture · Cesar Funck · Trappy Gilmore                                                      | 2:10    |  |
| 15.                        | "Find a Way (Extended)"                                                    | Ruiz · Poppy Baskomb · Toby Scott · Paul Harris · Gianopoulos · Funck                                                                   | Vintage Culture · Cesar Funck · Trappy Gilmore · Toby Scott                                         | 4:31    |  |
| 16.                        | "New Seasons" (com braev)                                                  | Ruiz · D’Alessio · Gianopoulos | Vintage Culture · Trappy Gilmore                                                                    | 2:51    |  |
| 17.                        | "Time (Nihil Young Remix)" (com braev)                                     | Ruiz · Pasquale D’Alessio · Gianopoulos                                                                                                 | Vintage Culture · Trappy Gilmore                                                                    |         |  |
| 18.                        | "Promised Land (Mila Journee Remix)" (com Paige Cavell)                    | Ruiz · Funck · Cavell · Harris | Cesar Funck · Vintage Culture · Paul Harris                                                         | 4:59    |  |
| 19.                        | "If I Live Forever (Arodes Remix)" (com participação de Izzy Bizu)         | Ruiz · Funck · Izzy Bizu · Michael Burek · Vince Kottkamp                                                                               | Vintage Culture · Izzy Bizu · Cesar Funck · Michael Burek · Vince Kottkamp                          |         |  |

| Promised Land — Remixes |                                                                | | |         |  |
| N.º                     | Título                                                         | Compositor(es) | Produtor(es)                                                                                        | Duração |  |
| 1.                      | "Strange Feelings (Solomun Remix)"                             | Ruiz · Kershen | Vintage Culture · Trappy Gilmore · Adam K                                                           | 3:40    |  |
| 2.                      | "Weak (Andrea Oliva Remix)" (com Maverick Sabre e Tom Breu)    | Ruiz · Michael Stafford · Adam Jordan · Benjamin Mckone · Matthew Engst · Tom Breu · Kershen · Louis Landon · Daniel Craigie · Tom Breu | Vintage Culture · Maverick Sabre · Adam Jordan · Matthew Engst · Tom Breu · Adam K · Daniel Craigie | 3:16    |  |
| 3.                      | "Nothing Ever Changes (Agents of Time Remix)" (com MAGNUS)     | Ruiz · Funck · Euan James Allison · José Coelho · Mathieu Hoarau                                                                        | Vintage Culture · MAGNUS                                                                            | 3:24    |  |
| 4.                      | "Pleasure Chasers (Joris Voorn Remix)" (com NoMBe)             | Ruiz · Kershen · NoMBe | Vintage Culture · Adam K                                                                            | 3:35    |  |
| 5.                      | "Just Like Home (Kevin de Vries Remix)" (com Yellowitz)        | Ruiz · Benjamin Yellowitz · Funck · Gianopoulos                                                                                         | Vintage Culture · Trappy Gilmore · Cesar Funck                                                      | 5:02    |  |
| 6.                      | "Promised Land (Innellea Remix)" (com Paige Cavell)            | Lukas Ruiz · Cesar Funck · Paige Cavell · Paul Harris                                                                                   | Cesar Funck · Vintage Culture · Paul Harris                                                         | 4:35    |  |
| 7.                      | "Too Far Down The Trap (Kolsch Remix)" (com The Temper Trap)   | Ruiz · Dougy Mandagi · Gianopoulos · Funck                                                                                              | Vintage Culture · Gilmore · Cesar Funck                                                             | 4:14    |  |
| 8.                      | "Chemicals (Kolsch Remix)" (com Goodboys)                      | Ruiz · Euan James Allison · Greg Gianopoulos · Ethan Shore · Josh Grimmit                                                               | Vintage Culture · Trappy Gilmore                                                                    | 4:21    |  |
| 9.                      | "Find A Way (Made By Pete Remix)"                              | Ruiz · Poppy Baskomb · Toby Scott · Paul Harris · Gianopoulos · Funck                                                                   | Vintage Culture · Cesar Funck · Trappy Gilmore · Toby Scott                                         | 3:18    |  |
| 10.                     | "Time (Olivier Giacomotto Remix)" (com braev)                  | Ruiz · Pasquale D’Alessio · Gianopoulos                                                                                                 | Vintage Culture · Trappy Gilmore                                                                    | 6:41    |  |
| 11.                     | "Love or Hate (Saint Vie Remix)" (com Liu Sei)                 | Ruiz · Richard Walters · Funck · Greg Gianapoulos                                                                                       | Vintage Culture · Cesar Funck · Trappy Gilmore                                                      | 3:29    |  |
| 12.                     | "Promised Land (Doozie Remix)" (com Paige Cavell)              | Lukas Ruiz · Cesar Funck · Paige Cavell · Paul Harris                                                                                   | Cesar Funck · Vintage Culture · Paul Harris                                                         | 4:13    |  |
| 13.                     | "Nothing Ever Changes (Camelphat Remix)" (com MAGNUS)          | Ruiz · Funck · Euan James Allison · José Coelho · Mathieu Hoarau                                                                        | Vintage Culture · MAGNUS                                                                            | 4:18    |  |
| 14.                     | "Chemicals (Colyn Remix)" (com Goodboys)                       | Ruiz · Euan James Allison · Greg Gianopoulos · Ethan Shore · Josh Grimmit                                                               | Vintage Culture · Trappy Gilmore                                                                    | 3:52    |  |
| 15.                     | "Pleasure Chasers (Rafael Cerato & Laherte Remix)" (com NoMBe) | Ruiz · Kershen · NoMBe | Vintage Culture · Adam K                                                                            | 5:27    |  |
| 16.                     | "Weak (Marco Lys Remix)" (com Maverick Sabre e Tom Breu)       | Ruiz · Michael Stafford · Adam Jordan · Benjamin Mckone · Matthew Engst · Tom Breu · Kershen · Louis Landon · Daniel Craigie · Tom Breu | Vintage Culture · Maverick Sabre · Adam Jordan · Matthew Engst · Tom Breu · Adam K · Daniel Craigie | 2:58    |  |
| 17.                     | "Time (Nihil Young Remix)" (com braev)                         | Ruiz · Pasquale D’Alessio · Gianopoulos                                                                                                 | Vintage Culture · Trappy Gilmore                                                                    | 5:48    |  |
| 18.                     | "Find A Way (Adam Sellouk Remix)"                              | Ruiz · Poppy Baskomb · Toby Scott · Paul Harris · Gianopoulos · Funck                                                                   | Vintage Culture · Cesar Funck · Trappy Gilmore · Toby Scott                                         | 4:48    |  |
| 19.                     | "Chemicals (Script Remix)" (com Goodboys)                      | Ruiz · Euan James Allison · Greg Gianopoulos · Ethan Shore · Josh Grimmit                                                               | Vintage Culture · Trappy Gilmore                                                                    | 5:13    |  |
| 20.                     | "Promised Land (Mila Journeé Remix)" (com Paige Cavell)        | Lukas Ruiz · Cesar Funck · Paige Cavell · Paul Harris                                                                                   | Cesar Funck · Vintage Culture · Paul Harris                                                         | 4:59    |  |
| 21.                     | "Time (Bhaskar Remix)" (com braev)                             | Ruiz · Pasquale D’Alessio · Gianopoulos                                                                                                 | Vintage Culture · Trappy Gilmore                                                                    | 4:24    |  |
| Duração total:          | Duração total:                                                 | Duração total: | Duração total:                                                                                      | 60:31   |  |

## Créditos
Créditos adaptados do encarte do Promised Land.
Técnica e produção
- Pimpo Gama – mixagem, masterização

Visuais e imagens
- Mike Lythgoe – direção criativa, design